# Robert Jastrow
Robert Jastrow (New York, 7 settembre 1925 – Contea di Arlington, 8 febbraio 2008) è stato un fisico e astronomo statunitense.

## Biografia
Jastrow ha studiato alla Columbia University, dove ha conseguito il bachelor of arts nel 1944, il master nel 1945 e il Ph.D in fisica nel 1948. Dopo il dottorato ha lavorato all'Università Yale e all'Università di Princeton. Dal 1954 ha lavorato come ricercatore nel Laboratorio di ricerche navali degli Stati Uniti. Nel 1958 è stato invitato a lavorare per la NASA. Nel 1961 Jastrow ha fondato il Goddard Institute for Space Studies (un laboratorio di ricerca costituito nell'ambito del Goddard Space Flight Center della NASA), di cui ha assunto la direzione. Il nuovo laboratorio è stato ubicato nella sede della Columbia University, per cui Jastrow ha assunto anche l'incarico di professore di geofisica nella stessa università. Nel 1981 Jastrow si è ritirato dalla NASA e dalla Columbia University ed è diventato professore di Scienze della Terra al Dartmouth College, incarico che ha ricoperto per un decennio. Dal 1992 al 2003 Jastrow ha ricoperto l'incarico di direttore del Mount Wilson Institute, che amministra l'Osservatorio astronomico di Monte Wilson.
Oltre all'attività di ricerca, Jastrow si è dedicato anche alla divulgazione scientifica. Ha scritto una decina di libri, pubblicato numerosi articoli e partecipato a diversi programmi televisivi.

## Posizioni sul cambiamento climatico
Jastrow è stato uno dei fondatori dell'Istituto George C. Marshall insieme a Frederick Seitz e William Nierenberg; come i suoi colleghi, era scettico sull'origine antropica del riscaldamento globale. Jastrow riconosceva che il clima della Terra sta sperimentando una tendenza al riscaldamento, ma riteneva che le cause di questo processo fossero di origine naturale. Gli storici della scienza Naomi Oreskes ed Erik Conway hanno individuato in Jastrow, Seitz, Nierenberg e nel fisico Fred Singer i principali scienziati che hanno seminato dubbi nel pubblico riguardo al consenso scientifico sulle cause del riscaldamento globale.

## Libri pubblicati

### Come autore
- Red Giants and White Dwarfs, W. W. Norton & Company, 1967
- Astronomy: Fundamentals & Frontiers, John Wiley & Sons, 1972
- Until the Sun Dies, W. W. Norton & Company, 1977
- God And The Astronomers, W. W. Norton & Company, 1978
- The Enchanted Loom: Mind in the Universe, Simon & Schuster, 1981
- How to Make Nuclear Weapons Obsolete, Little, Brown and Company, 1985
- Journey to the Stars: Space Exploration—Tomorrow and Beyond, Transworld Publishers Ltd, 1990

### Come coautore
- Robert Jastrow, William Aaron Nierenberg, Frederick Seitz, Global warming: what does the science tell us?, George C. Marshall Institute, 1990
- Robert Jastrow, William Aaron Nierenberg, Frederick Seitz, Scientific perspectives on the greenhouse problem, Marshall Press, 1990